# Jemgum (Adelsgeschlecht)

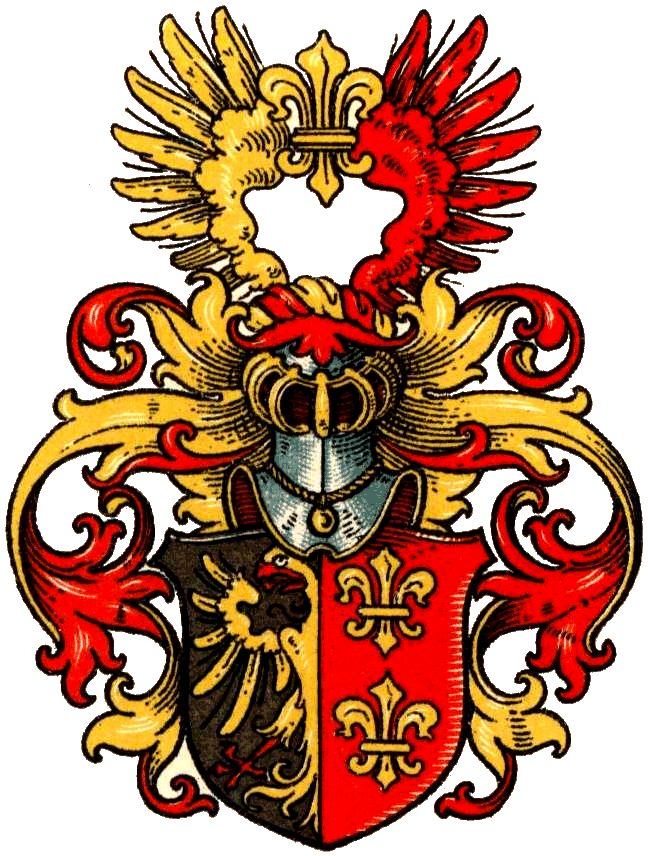
Wappen derer von Jemigum im Wappenbuch des Westfälischen Adels

Jemgum (auch van Jemgum, von Jemigum oder von Gemingen) ist der Name eines ursprünglich ostfriesischen Häuptlings-, später eines westfälischen Adelsgeschlechts.

## Geschichte
Eine Familie aus dem ostfriesischen Jemgum (Landkreis Leer), aus der mehrere Häuptlinge hervorgingen, gab sich im 14. Jahrhundert den Beinamen van Jemgum, der aber nicht ständig und nicht bei jedem Mitglied der Familie mitgenannt wurde. Der älteste bekannte Vertreter des Geschlechts, der sich den Beinamen „van Jemgum“ gab, ist Ewo Tammena (1335–1411). Ewo und sein Sohn Eggerick Ewen (1355–nach 1411) waren nachweislich Häuptlinge in Jemgum, ebenso vermutlich Eggericks Sohn Ewo Erikes (1380–1458).
Die Häuptlingsfamilie scheint Jemgum einerseits schon vor 1500 in Richtung Emden und Norden verlassen zu haben, andererseits scheint ein Teil der Familie in Jemgum geblieben zu sein. Albert von Rhaude oder von Jemgum (1500–1545) war Drost des Grafen von Ostfriesland in Friedeburg, in Aurich und in Berum. Sein Sohn Ewo Alberda von Jemgum tho Ekel (1530–1587) verlegte 1566 den Lebensschwerpunkt des Geschlechts nach Ekel, wo er in die Familie Uldinga eingeheiratet hatte.
Um 1670 erbte Ewo Alberdas Enkel Ewo von Jemgum (geboren 1592) die Querlenburg in Brockdorf, auf der er mit seiner Ehefrau Elisabeth Lucie von Dorgelo bereits zuvor gelebt hatte. 1721 verkaufte Maria Elisabeth Clara von Boenen, Witwe des Rudolf Caspar von Jemgum, den Besitz an den Erbkämmerer Wilhelm Ferdinand von Galen. In der Mitte des 18. Jahrhunderts starben in der männlichen Linie in Brockdorf die letzten Vertreter des Geschlechts von Jemgum aus.

## Wappen
Johannes Holtmanns beschreibt 1880 das Wappen des Geschlechts von Jemgum folgendermaßen: Schild: gespalten, rechts in Schwarz ein halber goldener Adler am Spalt, links in Rot zwei goldene Lilien übereinander. Helmschmuck: eine goldene Lilie zwischen einem goldenen und einem roten Flügel.
Bis 1961 soll das Wappen auf dem Grabstein Albert von Jemgums zu sehen gewesen sein, der 1961 noch im Jemgumer Kirchturm gelegen haben soll.